# Keith Laumer
John Keith Laumer (9 juni 1925 - 23 januari 1993) was een Amerikaanse sciencefictionschrijver. Voordat hij schrijver van beroep werd was hij officier in de Amerikaanse luchtmacht en diplomaat in het buitenland.

## Biografie

### Schrijversloopbaan
Keith Laumer is het bekendst voor zijn verhalen waarin Bolos een rol spelen. Dit zijn enorme gevechtstanks zo groot als een slagschip die een kunstmatig brein hebben of met menselijke hersens zijn uitgerust. Verder is hij ook bekend met zijn satirische verhalen over James (Jamie) Retief een interstellair diplomaat in de verre toekomst. Hierin verwerkte hij zijn eigen ervaringen als diplomaat in o.a. Londen en Rangoon.
Laumer kreeg verschillende nominaties voor de Hugo Award en Nebula Award maar kreeg de prijs nooit.
Laumer was een enthousiast modelvliegtuigbouwer en schreef hier ook een boek over (1960). Zijn ontwerpen worden nog steeds gebouwd.
Gedurende zijn topjaren (1959-1971) produceerde hij een constante stroom verhalen van het onderhoudende soort. Zijn romans kunnen over het algemeen ingedeeld worden in twee soorten:
- snelle recht-door-zee-avonturen in ruimte en tijd, met de nadruk op een eenzame strijder met soms latente supervermogens, een grote zelfopoffering en mogelijke transcendentie in het verschiet;
- breed georiënteerde komedies, vooral zijn Retief-verhalen.

### Beroerte en latere leven
In 1971 kreeg Laumer een ernstige beroerte terwijl hij werkte aan de roman The Ultimax Man. Met het resultaat dat hij een paar jaar zelfs niet meer in staat was te schrijven. Hij weigerde de diagnose van de dokter te aanvaarden en onderwierp zichzelf aan een strenge en pijnlijke alternatieve therapie. Laumer was al in de tijd van zijn militaire loopbaan een fanatieke sporter die zijn lichaam in topconditie hield en hij probeerde met onophoudelijke oefeningen de macht over zijn lichaam te herstellen. Midden jaren zeventig herstelde Laumer gedeeltelijk maar met ernstige restverschijnselen. Hij hield een eenzijdige verlamming aan de hersenbloeding over en zijn persoonlijkheid was nu lichtelijk paranoïde: Laumer was altijd al tamelijk heetgebakerd maar kon nu plotseling in razende woede ontsteken zonder dat daartoe een duidelijke aanleiding was. 
Laumer begon weer met schrijven maar hij bereikte zijn vroegere niveau niet meer. Hij bewerkte veel van zijn eerdere werk dat werd herdrukt in de jaren tachtig maar dat was volgens de lezers niet ten goede van deze verhalen.
Naast de gevolgen van zijn beroerte werd Laumers gezondheid ook geschaad door suikerziekte en extreem overgewicht ten gevolge van zijn immobiliteit. Dit alles maakte Keith Laumer tot een verbitterde man die zijn omgeving dikwijls tiranniseerde. Hij overleed ten gevolge van een hartaanval in 1993; volgens zijn directe omgeving was dit eerder een verlossing voor hemzelf en zijn familie.

### Bolo
- Bolo (1976)
- Bolo: Annals of the Dinochrome Brigade (1986)
- Rogue Bolo (1986)
- The Stars Must Wait (1990)
- The Compleat Bolo (1990)

### Retief
- Envoy to New Worlds (1963)
- Galactic Diplomat (1965)
- Retief's War (1966)
- Retief and the Warlords (1968)
- Retief of the CDT (1971)
- Retiefs Ransom (1971)
- Retief: Emissary to the Stars (1975)
- Retief at Large (1978)
- Retief Unbound (1979)
- Retief: Diplomat at Arms (1982)
- Retief to the Rescue (1983)
- The Return of Retief (1984)
- Retief (1986)
- Retief in the Ruins (1986)
- Retief and the Pangalactic Pageant of Pulchritude (1986)
- Reward for Retief (1989)
- Retief and the Rascals (1993)
- Retief! (posthumous, ed. Eric Flint) (2002)

### Imperium
Verhalen zich afspelend in een parallel universum beheerst door een alternatief Zweeds-Duits-Brits imperium.
- Worlds of the Imperium (1962)
- The Other Side of Time (1965)
- Assignment in Nowhere (1968)
- Beyond the Imperium (omnibus editie van The Other Side of Time en Assignment in Nowhere) (1981)
- Zone Yellow (1990)
- Imperium (omnibus editie van Worlds of the Imperium, Assignment in Nowhere en The Other Side of Time, (2005)

### Time Trap
- Time Trap (1970)
- Back to the Time Trap (1992)

### Lafayette O'Leary
Een komische variant van het parallelle universum verhaal zich afspelend in een middeleeuws milieu.
- The Time Bender (1966)
- The World Shuffler (1970)
- The Shape Changer (1972)
- The Galaxy Builder (1984)

### The Avengers
Novellisatie van de bekende televisieserie de Wrekers.
- #5: The Afrit Afair (1968)
- #6: The Drowned Queen (1968)
- #7: The Gold Bomb (1968)

### Afzonderlijke boeken
- How to Design and Build Flying Models (non-fictie) (1960, herzien in 1970)
- A Trace of Memory (1962)
- The Great Time Machine Hoax (1964)
- A Plague of Demons (1965)
- Embassy (non-genre) (1965)
- Catastrophe Planet (1966)
- Earthblood (met Rosel George Brown) (1966)
- The Monitors (verfilmd in 1969) (1966)
- Galactic Odyssey (1967)
- Nine by Laumer (collectie) (1967)
- Planet Run (met Gordon R. Dickson) (1967)
- The Day Before Forever and Thunderhead (twee novelles) (1968)
- Greylorn (collectie) (1968)
- It's a Mad, Mad, Mad Galaxy (collectie) (1968)
- The Long Twilight (1969)
- The House in November (1970) (nl: In de greep van de Mone)
- The Star Treasure (1970)
- Deadfall (alternatieve Fat Chance, verfilmd als Peeper in 1975) (1971)
- Dinosaur Beach (1971)
- Once There Was a Giant (collectie) (1971)
- The Big Show (collectie) (1972)
- The Infinite Cage (1972) (nl: De onbegrensde kerker)
- Night of Delusions (1972)
- Timetracks (collectie) (1972)
- The Glory Game (1973)
- The Undefeated (collectie) (1974)
- The Best of Keith Laumer (collectie) (1976)
- The Ultimax Man (1978)
- The Breaking Earth (herziening van Catastrophe Planet) (1981)
- Star Colony (1982)
- Knight of Delusions (herziening van Night of Delusions) (1982)
- Chrestomathy (verzamelbundel) (1984)
- End as a Hero (1985)
- The Other Sky and The House in November (1985)
- Alien Minds (verzamelbundel) (1991)
- Judson's Eden (1991)
- Keith Laumer: The Lighter Side (postuum verzamelbundel Eric Flint) (2001)
- Odyssey (postuum verzamelbundel Eric Flint) (2002)
- A Plague of Demons and Other Stories (postuum verzamelbundel Eric Flint) (2003)
- Legions of Space (postuum verzamelbundel Eric Flint) (2004)